# جون غتلي داوني

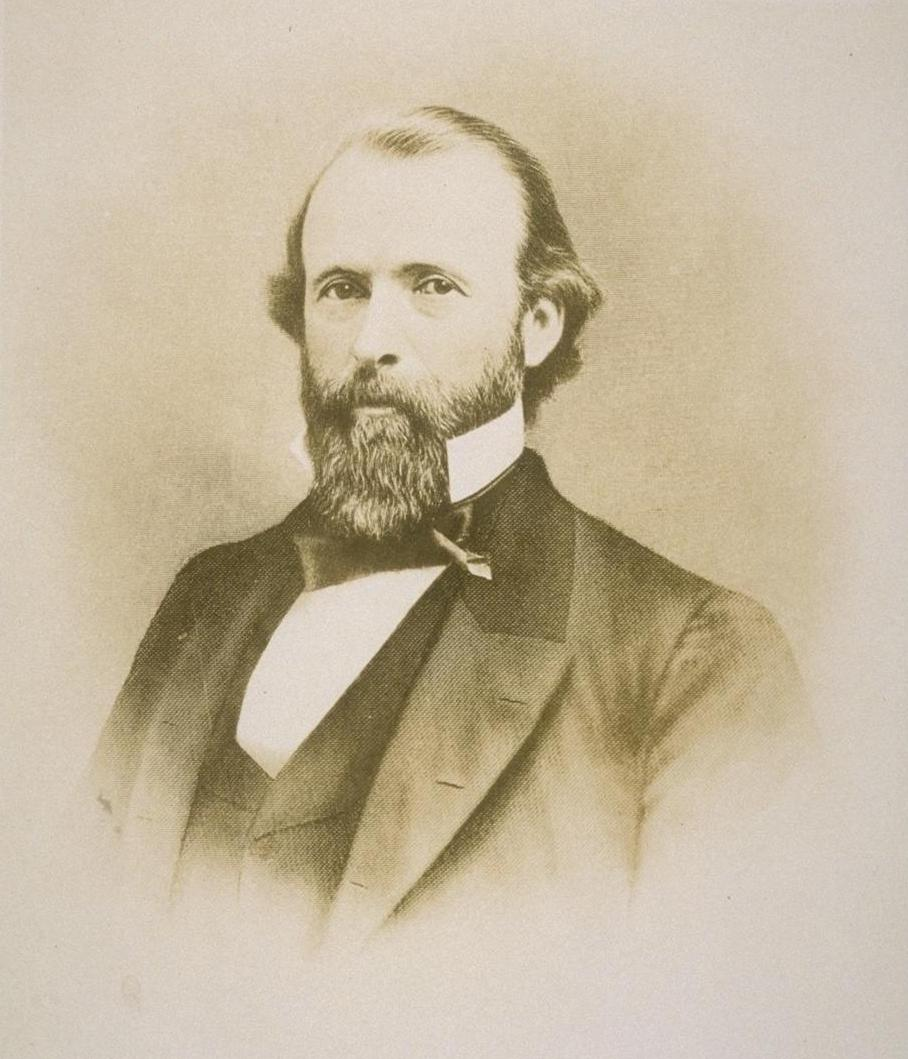
جون غتلي داوني

وهو سياسي أمريكي كان حاكما على ولاية كاليفورنيا الأمريكية ولد جون غتلي داوني في 24 يونيو من سنة 1827 في مقاطعة روسكومون في جمهورية أيرلندة انتقل داوني في عام 1842 إلى الولايات المتحدة وبسبب حمى البحث عن الذهب التي كانت سائدة في تلك الأوقات انتقل داوني في سنة 1849 إلى ولاية كاليفورنيا الأمريكية شغل داوني منصب حاكم على ولاية كاليفورنيا ما بين عامي 1860 إلى عام 1862 توفي جون غتلي داوني في 1 مارس من سنة 1894 في مدينة لوس انجلس بولاية كاليفورنيا.